# 3857 Cellino
3857 Cellino eller 1984 CD1 är en asteroid i huvudbältet som upptäcktes den 8 februari 1984 av den amerikanske astronomen Edward L.G. Bowell vid Anderson Mesa Station. Den är uppkallad efter den italienske astronomen Alberto Cellino.
Asteroiden har en diameter på ungefär 5 kilometer och den tillhör asteroidgruppen Nysa.